# Herder-Medaille (IHS)
Die Internationale Herder-Gesellschaft (IHS) vergibt seit 2004 alle zwei Jahre die Herder-Medaille für Verdienste in der Johann-Gottfried-Herder-Forschung. Die Medaille wurde von Hubertus von Pilgrim (* 1931) gestaltet, einem deutschen Bildhauer, Grafiker und Medailleur aus Pullach.

## Preisträger
- 2004 Wulf Koepke
- 2006 Ulrich Gaier
- 2008 Günter Arnold
- 2010 Ernest A. Menze
- 2012 Hans Adler
- 2014 Gerhard Sauder
- 2016 Wolfgang Proß
- 2018 Marion Heinz, Karl Menges (posthum)
- 2021 Sabine Gross, Charles Taylor
- 2023 Heinrich Clairmont, Michael Maurer[1]